# Liste de ponts de la Marne
Liste de ponts de la Marne, non exhaustive, représentant les édifices présents et/ou historiques dans le département de la Marne, en France.

## Ponts de longueur supérieure à 100 m
Les ouvrages de longueur totale supérieure à 100 m du département de la Marne sont classés ci-après par gestionnaires de voies.

### Routes communales
- Pont Charles-de-Gaulle (Reims) (240 m)

## Ponts de longueur comprise entre 50 m et 100 m
Les ouvrages de longueur totale comprise entre 50 et 100 m du département de la Marne sont classés ci-après par les gestionnaires de voies.

### Routes communales
- Pont de Bry (67m)
- Pont de Marne de Châlons-en-Champagne (97,20m)

### Passerelles
- Passerelle de Bry-sur-Marne (82m)

## Ponts présentant un intérêt architectural ou historique
Les ponts de la Marne inscrits à l’inventaire national des monuments historiques sont recensés ci-après.
- Pont du Nau - Châlons-en-Champagne - XIXe siècle
- Pont des Viviers - Châlons-en-Champagne - XVIIe siècle
- Pont Hurault ou d'Ormesson - Châlons-en-Champagne - XXe siècle
- Pont de Jessaint - Châlons-en-Champagne - XIXe siècle
- Pont Putte Savate - Châlons-en-Champagne - XVIe siècle
- Pont des archers - Châlons-en-Champagne - XVIe siècle
- Pont des Mariniers - Châlons-en-Champagne - XVIe siècle ; XVIIIe siècle ; XIXe siècle
- Pont routier sur la Marne - Épernay - XVIe siècle ; XIXe siècle ; XXe siècle
- Pont - Vienne-la-Ville - XIXe siècle ; XXe siècle
- Pont - Wargemoulin-Hurlus - XIXe siècle

## Sources
Base de données Mérimée du Ministère de la Culture et de la Communication.